# 39427 Шарлоттабронте
39427 Шарлоттабронте (39427 Charlottebrontë) — астероїд головного поясу, відкритий 25 вересня 1973 року.
Тіссеранів параметр щодо Юпітера — 3,021.